# Persone di nome Oddone
| Questa pagina contiene informazioni ricavate automaticamente dalle voci biografiche con l'ausilio del template Bio e di un bot. L'aggiornamento è periodico e automatico e ricostruisce completamente la pagina. Se manca una persona in questa lista, sei pregato di non aggiungerla, ma accertati piuttosto che la sua voce biografica contenga il template Bio e che i dati anagrafici siano correttamente compilati. Se il template Bio manca, inseriscilo tu stesso o, in alternativa, metti l'avviso {{tmp\|Bio}} che ne segnala la mancanza. Se i dati riportati sono sbagliati, correggi direttamente la voce biografica; le modifiche saranno visibili in questa lista entro pochi giorni. Per chiarimenti vedi il progetto antroponimi. La lista contiene solo le 51 persone che sono citate nell'enciclopedia e per le quali è stato implementato correttamente il template Bio. Pagina aggiornata al 6 ago 2025. |

Questa è una lista di persone presenti nell'enciclopedia che hanno il nome Oddone, suddivise per attività principale.

## Abati(1)
- Oddone di Cluny, abate, scrittore e santo francese (Le Mans - Tours, † 942)

## Architetti(1)
- Oddone da Metz, architetto franco (n. 742 - † 814)

## Arcivescovi cattolici(1)
- Oddone di Rigaud, arcivescovo cattolico, teologo e militare francese (Brie-Comte-Robert - Gaillon, † 1275)

## Generali(1)
- Oddone I d'Aquitania, generale franco († 735)

## Grecisti(1)
- Oddone Longo, grecista e filologo classico italiano (Venezia, n. 1930 - Padova, † 2018)

## Militari(1)
- Oddone de Camerana, militare italiano (Piemonte - Sicilia)

## Monaci cristiani(1)
- Oddone di Auxerre, monaco cristiano e abate francese (Auxerre, † 1052)

## Nobili(10)
- Oddone Boverio, nobile
- Oddone Frangipane, nobile italiano
- Oddone di Borgogna, nobile francese († 965)
- Oddone di Borgogna, conte di Nevers, nobile (n. 1230 - San Giovanni d'Acri, † 1266)
- Oddone d'Incisa, nobile (n. 1450 - Nizza della Paglia, † 1514)
- Oddone I di Penthièvre, nobile (n. 999 - Cesson, † 1079)
- Oddone di Porhoët, nobile francese
- Oddone di Thoire-Villars, nobile (n. 1354 - † 1414)
- Oddone I di Narbona, nobile franco
- Oddone d'Orléans, nobile franco († 834)

## Pittori(1)
- Oddone Tomasi, pittore e incisore italiano (Rovereto, n. 1884 - Arco, † 1929)

## Politici(2)
- Oddone Bongiovanni, politico italiano (Castelmassa, n. 1927 - Aosta, † 2004)
- Oddone Scarito, politico sammarinese

## Presbiteri(1)
- Oddone di Novara, presbitero, religioso e monaco cristiano italiano (Novara - Tagliacozzo, † 1198)

## Principi(1)
- Oddone Eugenio Maria di Savoia, principe italiano (Racconigi, n. 1846 - Genova, † 1866)

## Pugili(1)
- Oddone Piazza, pugile italiano (Valli del Pasubio, n. 1908 - Boston, † 1967)

## Religiosi(2)
- Oddone di Tournai, religioso, vescovo e teologo francese (Orléans, n. 1060 - Anchin, † 1113)
- Oddone della Sala, religioso e arcivescovo cattolico italiano (Pisa - Napoli, † 1325)

## Sacerdoti(1)
- Oddone di Sully, sacerdote francese († 1208)

## Scrittori(1)
- Oddone di Cheriton, scrittore e predicatore inglese

## Sovrani(2)
- Oddone, conte di Parigi, re franco (Neustria - La Fère-sur-Oise, † 898)
- Oddone I di Tolosa, sovrano franco

## Teologi(1)
- Oddone d'Ourscamp, teologo, cardinale e vescovo cattolico francese

## Vescovi(2)
- Oddone I, vescovo italiano (Piemonte - Novara, † 858)
- Oddone di Beauvais, vescovo franco († 881)

## Vescovi cattolici(4)
- Oddone IV, vescovo cattolico italiano († 1142)
- Oddone II, vescovo cattolico italiano (Novara - † 1079)
- Oddone di Bayeux, vescovo cattolico e politico normanno (Normandia - Palermo, † 1097)
- Oddone III, vescovo cattolico italiano († 1098)

## Senza attività specificata(15)
- Oddone I di Blois, conte († 996)
- Oddone II di Blois, conte (Commercy, † 1037)
- Oddone III di Troyes, conte
- Oddone IV di Troyes, conte
- Oddone I de La Marche, conte († 1098)
- Oddone di Mâcon, conte
- Oddone I di Borgogna, cavaliere medievale francese (n. 1058 - Tarso, † 1103)
- Oddone I di Troyes, conte († 871)
- Oddone II di Borgogna, duca (n. 1118 - † 1162)
- Oddone II di Guascogna, duca (Mauzé-Thouarsais, † 1039)
- Oddone II di Troyes, conte
- Oddone III di Borgogna, duca (n. 1166 - Lione, † 1218)
- Oddone IV di Borgogna, duca (n. 1295 - Sens, † 1349)
- Oddone di Saint-Amand, cavaliere medievale francese (n. 1110 - † 1179)
- Oddone di Savoia, conte (Torino, † 1057)